# 竹山神社
竹山神社是台灣日治時期位於竹山郡竹山街的神社，1938年鎮座，1945年升格為鄉社，為鎮守竹山郡的神社。竹山神社鳥居現址位於南投縣竹山鎮竹山公園，其鳥居與附屬建築於2018年被列為南投縣歷史建築。

## 歷史
竹山神社位於臺中州竹山郡竹山街竹圍子字竹圍子，位於原雲林縣舊城的高地上，1938年3月28鎮座，1945年3月28日升格為鄉社，為台灣多數於終戰前升格的神社之一。二戰後，竹山神社改作為忠烈祠。其在1999年的921大地震中受損後拆除，目前僅存鳥居，石獅和石燈籠，並在2018年被列為南投縣歷史建築。

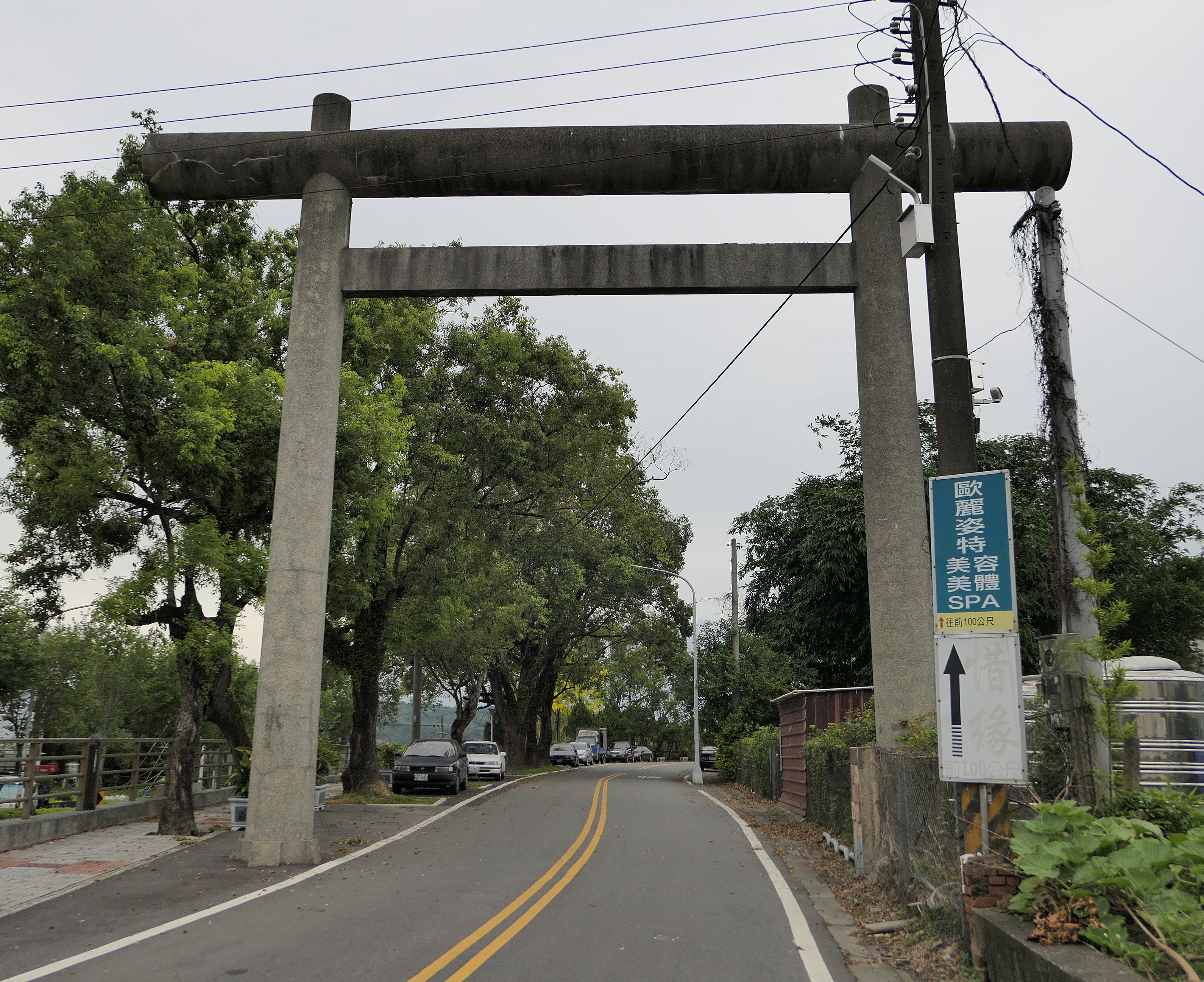
竹山神社鳥居
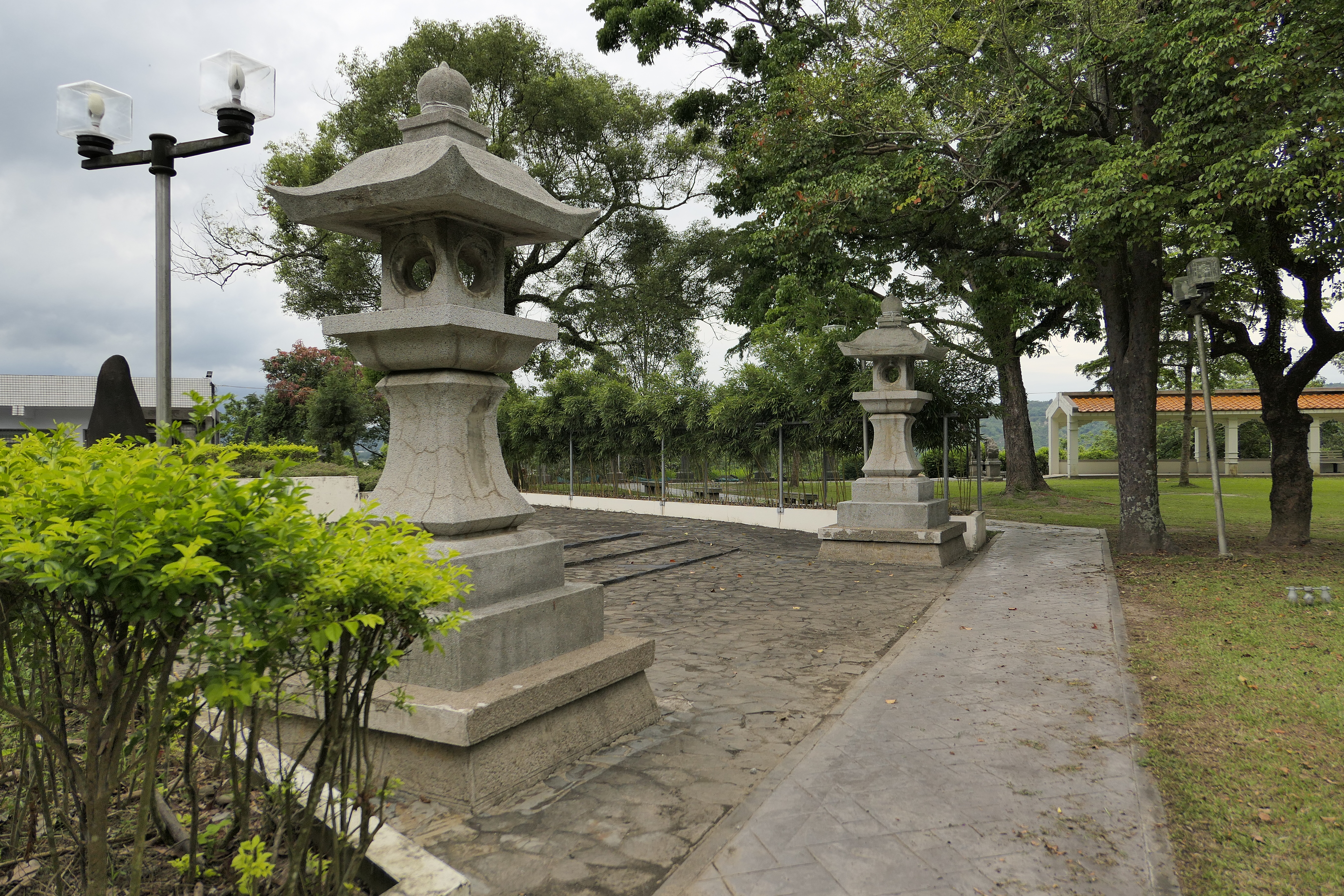
竹山神社石燈籠

## 社掌
| 竹山神社   | 任期         | 備註                                     |
| ---------- | ------------ | ---------------------------------------- |
| 櫻木清臣   | 1938至1940年 | 由臺中神社社司兼任，同時兼任田中神社社掌 |
| 羽田野禮市 | 1940至1945年 | 由臺中神社社掌轉任                       |